# Bad Neuenahr
Bad Neuenahr – dzielnica miasta Bad Neuenahr-Ahrweiler w Niemczech, w kraju związkowym Nadrenia-Palatynat, w powiecie Ahrweiler.